# Westwoodiana testaceifemora
Westwoodiana testaceifemora är en stekelart som beskrevs av Girault 1922. Westwoodiana testaceifemora ingår i släktet Westwoodiana och familjen puppglanssteklar. Inga underarter finns listade i Catalogue of Life.